# Heidenheim an der Brenz
Heidenheim an der Brenz (abreviado: Heidenheim, Alemania) es una ciudad de Baden-Württemberg, en el sur de Alemania. Se encuentra cerca de la frontera con Baviera, a unos 17 km al sur de Aalen y 33 km al norte de Ulm. 
Heidenheim es la ciudad más grande y la sede del distrito de Heidenheim, y ocupa el tercer lugar en la región de Württemberg oriental detrás de Aalen y Schwäbisch Gmünd. En tamaño entre los pueblos de la región de Württemberg Oriental, Heidenheim es el centro económico de todas las comunidades en Heidenheim distrito y es la sede de la empresa Voith Industrial. La población de la ciudad superó la marca de 20.000 en 1925. Heidenheim colabora con el Ayuntamiento de Nattheim en materia administrativa.

## Historia
Hay evidencia de que la vida humana existió dentro de los límites de la ciudad de Heidenheim hace ya 8000 años. Sin embargo, no se estableció un asentamiento permanente hasta aproximadamente 1300 a. C. Quedan extensas ruinas de asentamientos que datan, predominantemente, del período de 1200 a 800 a. C..
En el momento del Imperio Romano desde aproximadamente el 85 d. C., Heidenheim era la ubicación del Castillo de Aquileia con la caballería adjunta de más de 1000 soldados montados. La unidad, llamada ala II flavia milliaria, más tarde, alrededor del 159 d. C., se trasladó más al norte a Aalen. Al principio, el castillo marcaba el extremo oriental de Alb Limes. Pero no pasó mucho tiempo hasta que se fundó un asentamiento civil en este lugar de importancia estratégica, marcado por la intersección de cinco carreteras romanas. Este asentamiento fue la ciudad romana más grande de lo que es hoy, Baden-Württemberg y los hallazgos arqueológicos sugieren que cubría un área de aproximadamente 37 a 50 acres (20.23 ha) (15 a 20 hectáreas). Más recientemente, las excavaciones han encontrado los restos de un edificio administrativo romano representativo. Su función exacta aún no se conoce completamente (a partir de mayo de 2005). Pero debido al tamaño, ubicación y otros indicadores de Aquileia's, se cree que probablemente fue la capital de un distrito administrativo romano (véase también Civitas). A partir de 233, los Alamanni atacaron repetidamente las fortificaciones de las limes romanas. La rendición romana de las limas en 260 marcó el final de la ciudad romana de Heidenheim. No está claro hasta qué punto los romanos se quedaron bajo la nueva regla Alammánica, pero es muy probable que algunos lo hicieran.
Nada se sabe sobre Aquileia/Heidenheim durante el período de la Gran Migración. Sin embargo, ya en el siglo VIII, Heidenheim fue mencionado (de nuevo) por primera vez en documentos oficiales. La creación de la ciudad en la Edad Media fue de la mano de la construcción del Castillo de Hellenstein. La muralla de la ciudad se construyó en segmentos en 1190 y 1420, y el emperador Carlos IV otorgó o confirmó la ciudad como una ciudad comercial en 1356. A través del gobierno de la familia von Helfenstein, la ciudad se convirtió en parte del Ducado de Teck de Württemberg en 1448. Perteneció temporalmente a los duques de Baviera entre 1462 y 1504. Más tarde, sin embargo, y solo por poco tiempo, la ciudad perteneció a Ulm. Durante los tiempos de Württemberg, siempre fue la sede de una unidad administrativa. Esta unidad fue un exclave de los duques de Württemberg hasta 1803, cuando las ganancias territoriales de Württemberg conectaron la ciudad con la parte principal del territorio del ducado. En 1807, Heidenheim fue promovido a estado de distrito y luego nuevamente a estado de condado en 1938. La reforma de distrito en la década de 1970 no cambió mucho los límites del condado.

## Industria
El desarrollo económico de la zona partió de los depósitos de mineral explotados desde la época romana.[cita requerida] Sin embargo, se estima que el primer asentamiento fue fundado en el siglo VII o VIII por los alanos.
Mergelstetten fue mencionado por primera vez en un documento oficial por el obispo Walter von Augsburg en 1143 en el que confirmó que el cercano Claustro de Anhausen era propietario de un molino, un estanque de peces y una granja.[cita requerida]
Heidenheim jugó un papel importante también en la industria textil. En 1828 el industrial Jakob Zoeppritz de Darmstadt fundó una fábrica de mantas de lana. La importancia de esta rama de la economía de la ciudad se desvaneció cerca del final del siglo XIX debido a la gran competencia, primero de Wasseralfingen y luego de Renania. El lino cultivado en la Jura de Suabia Oriental se usaba para fabricar ropa. El negocio se convirtió en una industria a principios del siglo XIX con la ayuda de las importaciones de algodón, pero se redujo después de la Segunda Guerra Mundial debido a la competencia internacional. Durante la guerra, un subcampo del campo de concentración de Dachau proporcionó trabajo esclavo a la industria local. Antes, en 1901 Carl Schwenk de Ulm construyó la fábrica de hormigón.[cita requerida]
Concluida la Segunda Guerra Mundial en 1945, un campo de refugiados fue equipado en la ciudad para ayudar a reubicar a familias judías desplazadas. El campamento, que llegó a contener 2300 individuos, se desmanteló en agosto de 1949.[cita requerida]

## Demografía

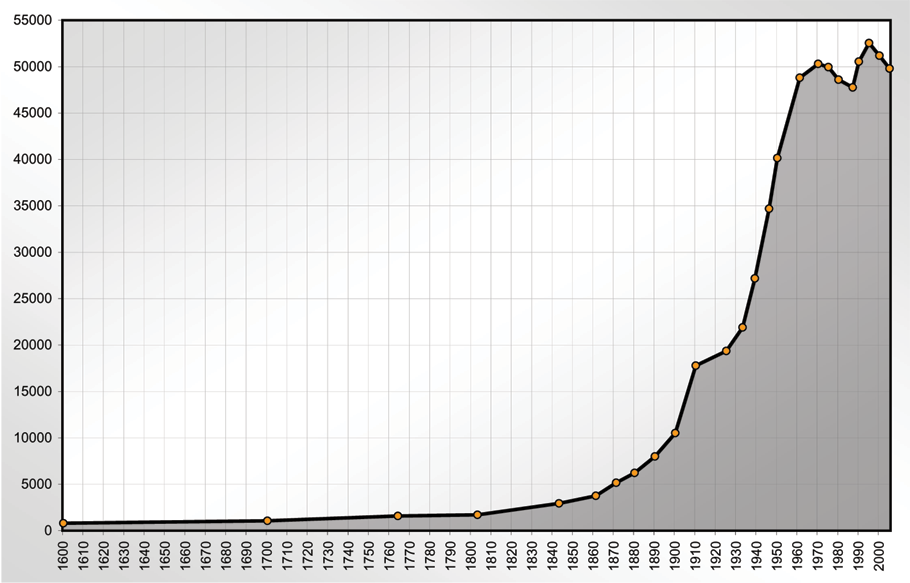
Demografía de Heidenheim an der Brenz

Las figuras reflejan los límites citadinos, datos censo(¹).
| Año             | Población  |
| --------------- | ---------- |
| 1600            | aprox. 800 |
| 1700            | 1.055      |
| 1764            | 1.576      |
| 1803            | 1.711      |
| 1843            | 2.941      |
| 1861            | 3.762      |
| 1 de dic 1871   | 5.167      |
| 1 de dic 1880 ¹ | 6.229      |
| 1 de dic 1890 ¹ | 8.001      |

| Año    | Población |
| ------ | --------- |
| 1900 ¹ | 10.510    |
| 1910 ¹ | 17.780    |
| 1925 ¹ | 19.363    |
| 1933 ¹ | 21.903    |
| 1939 ¹ | 27.178    |
| 1946   | 34.694    |
| 1950 ¹ | 40.142    |
| 1961 ¹ | 48.792    |
| 1970   | 50.292    |

| Año    | Población |
| ------ | --------- |
| 1975   | 49.943    |
| 1980   | 48.585    |
| 1987 ¹ | 47.753    |
| 1990   | 50.532    |
| 1995   | 52.527    |
| 2000   | 51.181    |
| 2005   | 49.784    |
| 2007   | 49.092    |

¹ Census data

## Personalidades
- Alfred Meebold, 1863 - 1952, botánico, escritor, antropósofo
- Erwin Rommel, 1891 - 1944, mariscal de campo.
- Dieter Oesterlen, 1911, arquitecto en Hannover
- Walter Kardinal Kasper, 1933- . Cardenal católico.
- Gerhard Thiele, 1953, astronauta
- Friedrich Christoph Oetinger, 1743 - 1746, teólogo, obró en Heidenheim
- Johann Jakob von Wunsch, 1717 - 1788, general de infantería, Prusia.

## Deportes
El FC Heidenheim es el club de fútbol de la ciudad. Participa en la Bundesliga, primera categoría del fútbol alemán. Sus partidos de local los juega en el Estadio Voith-Arena cuya capacidad es para 15.000 espectadores.